# San Gerardo Maiella
San Gerardo Maiella är en kyrkobyggnad i Rom, helgad åt den helige Gerardo Maiella, lekman inom redemptoristorden. Kyrkan är belägen vid Via Romolo Balzani i quartiere Prenestino-Labicano och tillhör församlingen San Gerardo Maiella.

## Historia
Kyrkan uppfördes åren 1980–1981 efter ritningar av arkitekten Aldo Aloysi och konsekrerades den 25 mars 1982 av kardinal Ugo Poletti.
Den tämligen låga, horisontala kyrkobyggnaden är ritad i modernistisk stil.

## Titelkyrka
Kyrkan stiftades som titelkyrka av påve Johannes Paulus II år 1994.
Kardinalpräster
- Kazimierz Świątek: 1994–2011
- Rubén Salazar Gómez: 2012–